# Gonneville-la-Mallet
Gonneville-la-Mallet és un municipi francès situat al departament del Sena Marítim i a la regió de Normandia. L'any 2007 tenia 1.246 habitants.

## Demografia

### Població
El 2007 la població de fet de Gonneville-la-Mallet era de 1.246 persones. Hi havia 488 famílies de les quals 116 eren unipersonals (40 homes vivint sols i 76 dones vivint soles), 172 parelles sense fills, 180 parelles amb fills i 20 famílies monoparentals amb fills.
La població ha evolucionat segons el següent gràfic:
Habitants censats

### Habitatges
El 2007 hi havia 541 habitatges, 497 eren l'habitatge principal de la família, 17 eren segones residències i 27 estaven desocupats. 498 eren cases i 38 eren apartaments. Dels 497 habitatges principals, 359 estaven ocupats pels seus propietaris, 125 estaven llogats i ocupats pels llogaters i 13 estaven cedits a títol gratuït; 2 tenien una cambra, 39 en tenien dues, 80 en tenien tres, 137 en tenien quatre i 239 en tenien cinc o més. 375 habitatges disposaven pel capbaix d'una plaça de pàrquing. A 208 habitatges hi havia un automòbil i a 219 n'hi havia dos o més.

### Piràmide de població
La piràmide de població per edats i sexe el 2009 era:
| Homes | Edats   | Dones |
| ----- | ------- | ----- |
| 0     | 95 o +  | 0     |
| 4     | 90 a 94 | 0     |
| 20    | 85 a 89 | 12    |
| 8     | 80 a 84 | 8     |
| 16    | 75 a 79 | 44    |
| 24    | 70 a 74 | 16    |
| 16    | 65 a 69 | 16    |
| 28    | 60 a 64 | 32    |
| 16    | 55 a 59 | 36    |
| 48    | 50 a 54 | 8     |
| 40    | 45 a 49 | 56    |
| 24    | 40 a 44 | 36    |
| 52    | 35 a 39 | 40    |
| 44    | 30 a 34 | 56    |
| 24    | 25 a 29 | 44    |
| 48    | 20 a 24 | 16    |
| 36    | 15 a 19 | 24    |
| 48    | 10 a 14 | 40    |
| 36    | 5 a 9   | 40    |
| 32    | 0 a 4   | 40    |

## Economia
El 2007 la població en edat de treballar era de 778 persones, 577 eren actives i 201 eren inactives. De les 577 persones actives 537 estaven ocupades (299 homes i 238 dones) i 40 estaven aturades (17 homes i 23 dones). De les 201 persones inactives 77 estaven jubilades, 74 estaven estudiant i 50 estaven classificades com a «altres inactius».

### Ingressos
El 2009 a Gonneville-la-Mallet hi havia 536 unitats fiscals que integraven 1.302 persones, la mediana anual d'ingressos fiscals per persona era de 18.338 €.

### Activitats econòmiques
Dels 64 establiments que hi havia el 2007, 3 eren d'empreses alimentàries, 1 d'una empresa de fabricació d'elements pel transport, 2 d'empreses de fabricació d'altres productes industrials, 9 d'empreses de construcció, 15 d'empreses de comerç i reparació d'automòbils, 2 d'empreses de transport, 5 d'empreses d'hostatgeria i restauració, 4 d'empreses immobiliàries, 9 d'empreses de serveis, 11 d'entitats de l'administració pública i 3 d'empreses classificades com a «altres activitats de serveis».
Dels 22 establiments de servei als particulars que hi havia el 2009, 1 era una oficina de correu, 1 taller de reparació d'automòbils i de material agrícola, 1 autoescola, 1 paleta, 2 fusteries, 3 lampisteries, 1 electricista, 3 perruqueries, 4 veterinaris, 3 restaurants i 2 agències immobiliàries.
Dels 8 establiments comercials que hi havia el 2009, 1 era un hipermercat, 2 fleques, 1 una fleca, 2 peixateries i 2 floristeries.
L'any 2000 a Gonneville-la-Mallet hi havia 20 explotacions agrícoles que ocupaven un total de 636 hectàrees.

## Equipaments sanitaris i escolars
L'únic equipament sanitari que hi havia el 2009 era una farmàcia.
El 2009 hi havia una escola elemental.

## Poblacions més properes
El següent diagrama mostra les poblacions més properes.